# Oodescelis
Oodescelis är ett släkte av skalbaggar som beskrevs av Victor Ivanovitsch Motschulsky 1845. Oodescelis ingår i familjen svartbaggar.
Släktet innehåller bara arten Oodescelis polita.

## Bildgalleri

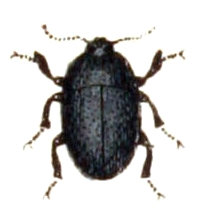